# ارتجاع إيجابي

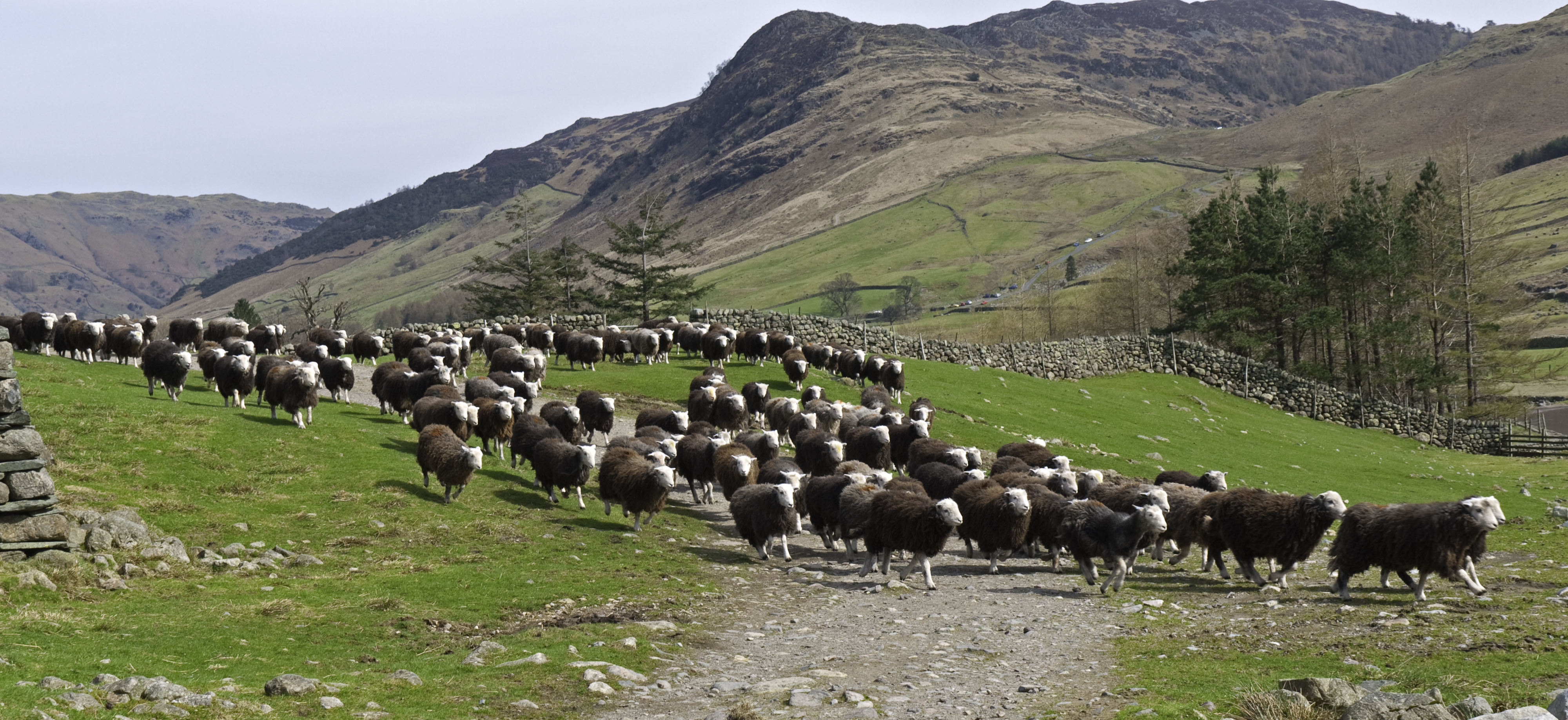
حدوث حالة ذعر وهلع في قطيع بسبب مسبب ما عن طريق حدوث ارتجاع إيجابي

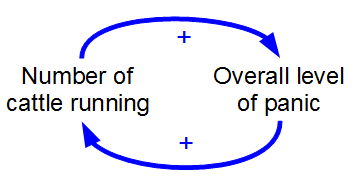
مخطط يظهر حدوث ارتجاع إيجابي في القطيع

الارتجاع الإيجابي (أو التغذية الراجعة الإيجابية) هي عملية ارتجاع تقع بحيث أن وقوع أي اضطراب صغير في النظام تؤدي إلى زيادة في مقدار الاختلال.
أي، وبشكل أبسط، أن أ يعطي زيادة من ب، والذي بدوره يؤدي إلى إنتاج زيادة من أ، وهكذا وبشكل تراكمي. على العكس من ذلك، فإن النظام الذي يؤدي إلى حدوث حالة تناقص أو يوقف التزايد يوصف بأنه له حالة ارتجاع سلبي.
يستخدم مفهوم الارتجاع الإيجابي في العلوم الرياضية والطبيعية والهندسات، وفي نظرية التحكم، بالإضافة إلى علوم الإدارة والاقتصاد.